# Lithobates fisheri
Espèce
Synonymes
- Rana fisheri Stejneger, 1893

Statut de conservation UICN

 EX  : Éteint
Lithobates fisheri est une espèce éteinte d'amphibiens de la famille des Ranidae.

## Répartition

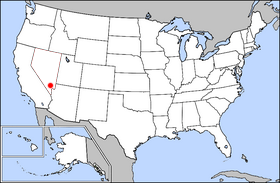
Distribution

Cette espèce était endémique des environs de Las Vegas dans l'État du Nevada aux États-Unis. Sa dernière observation remonte à 1942 et tout porte à croire qu'il s'agit désormais d'une espèce éteinte.
Les raisons de son extinction seraient multiples, notamment de par la proximité de Las Vegas (réduction de son habitat, assèchement...) et par l'introduction de l'Ouaouaron. 

## Taxinomie
Selon des analyses génétiques utilisant l'ADN faites sur des spécimens conservés dans des musées, L'espèce présente dans le centre de l'Arizona, dans la Mogollon Rim, que l'on pensait être Lithobates fisheri, est en fait Lithobates chiricahuensis.

## Étymologie
Cette espèce est nommée en l'honneur d'Albert Kenrick Fisher.

## Publication originale
- Stejneger, 1893 : Annotated list of the reptiles and batrachians collected by the Death Valley Expedition in 1891, with descriptions of new species. North American Fauna, vol. 7, p. 159-228 (texte intégral).